# Église de la Nativité-de-la-Sainte-Vierge de Nanteuil-Notre-Dame
L'église de la Nativité-de-la-Sainte-Vierge est une église située à Nanteuil-Notre-Dame, en France.

## Description
L'église, dont la patronne est la Nativité de la Sainte Vierge, est classée monument historique.
Elle date de 2 époques différentes d'après Barbey en 1877 : le chœur et le transept de droite paraissent être construits du XIIe au XIIIe siècle, tandis que la nef et le porche qui le précède sont de l'époque romaine secondaire.
À l’intérieur de l'église, on trouve une dalle funéraire indiquant le nom d'Henry Marchand, curé de la paroisse depuis 1680 et décédé en 1724.

## Localisation
L'église est située dans la commune de Nanteuil-Notre-Dame, dans le département de l'Aisne.

## Historique
Le monument est classé au titre des monuments historiques depuis le 5 février 1920.